# Kraków Arena
La Kraków Arena è un'arena coperta di Cracovia.

## Storia e descrizione
Nel 2008, attraverso un concorso internazionale di architettura, sono stati scelti i progettisti del palazzetto, appartenenti al gruppo Perbo Projekt; dopo aver ottenuto i permessi nel 2009, i lavori di costruzione sono iniziati nel maggio 2010, per terminare poi nel 2014 con l'inaugurazione del 12 aprile: il palazzetto è divenuto quindi sede di eventi sportivi e culturali e con i suoi oltre quindicimila posti a sedere è l'arena coperta più grande della Polonia. All'interno della struttura è inoltre disponibile una sala più piccola, con circa trecento posti a sedere, un parcheggio e un'area commerciale con ristorante, palestra, sauna e negozi.
Tra gli eventi ospitati nella Kraków Arena, il campionato mondiale maschile di pallavolo 2014 ed il campionato europeo maschile di pallamano 2016.